# Joseph Gärtner
Joseph Gärtner (ur. 12 marca 1732 koło Calw, zm. 14 lipca 1791 w Tybindze) – niemiecki lekarz i botanik.
Studiował medycynę w Tybindze i Getyndze, po ukończeniu studiów podróżował po Holandii, Francji, Włoszech i Anglii.
W 1760 został profesorem anatomii w Tybindze, a w 1768 profesorem botaniki i historii naturalnej w Petersburgu, gdzie do 1770 pracował również jako dyrektor ogrodu botanicznego i gabinetu historii naturalnej. W 1769 zebrał wiele nowych roślin na Ukrainie. Rozpoczął pracę nad anatomią owoców i nasion, która później ugruntowała jego międzynarodową renomę. W 1772 urodził się mu syn Karl Friedrich, który został również lekarzem i botanikiem i który kontynuował prace badawcze swego ojca.
Gatunki roślin opisane przez Josepha Gärtnera oznaczane są w botanice jako "Gaertn.".

## Publikacje
- De fructibus et seminibus plantarum (Stuttgart, Tübingen 1789 – 1791) [opis morfologii owoców i nasion ponad tysiąca gatunków roślin, przedstawienie teorii nasienia][1]